# مصلحة الموانئ و النقل البحري
مصلحة الموانئ والنقل البحري هي جهة حكومية ليبية تأسست بموجب القرار رقم (81) لسنة 2008، وتتمتع بالشخصية الاعتبارية والذمة المالية المستقلة، وتتبع وزارة المواصلات. تتولى المصلحة الإشراف على شؤون النقل البحري في ليبيا، وتطبيق التشريعات الوطنية والاتفاقيات الدولية ذات العلاقة، بما في ذلك الاتفاقيات الصادرة عن المنظمة البحرية الدولية (IMO)، خاصةً تلك المتعلقة برقابة دولة العلم (FSI) ورقابة دولة الميناء (PSC)، إلى جانب مهام مراقبة التلوث البحري وحماية البيئة البحرية.
وتضطلع المصلحة بمسؤولية إدارة وتشغيل الموانئ التجارية في ليبيا، من خلال التعاقد مع شركات متخصصة في المناولة، التخزين، والخدمات البحرية. كما تتولى جباية الرسوم والعوائد المرتبطة بالسفن والبضائع، وتعمل على تطوير البنية التحتية للموانئ الليبية، نظراً لموقع البلاد الجغرافي الاستراتيجي، بما يسهم في تأهيلها لتكون منافسة للموانئ العالمية.
كذلك تُشرف المصلحة على الموانئ النفطية، الأرصفة، والمنصات البحرية، في إطار تنظيم شامل لحركة الملاحة البحرية وتطوير قطاع النقل للميناء البحري  الوطني.

## أهداف المصلحة
تهدف مصلحة الموانئ والنقل البحري إلى تحقيق ما يلي:
1. تنفيذ أحكام القانون البحري الليبي والتشريعات المتعلقة بالموانئ والنقل البحري، واقتراح التعديلات اللازمة عليها بما يتوافق مع الاتفاقيات والمعاهدات الدولية ذات العلاقة.
2. دراسة وتصميم وتنفيذ وتطوير وصيانة الموانئ البحرية وفقاً للمعايير الدولية.
3. إصدار تراخيص السفن الوطنية والعائمات البحرية والوحدات البحرية الأجنبية للعمل ضمن الموانئ والمياه الإقليمية، ومتابعة إجراءات الرقابة عليها.
4. تحديد المهن البحرية داخل الموانئ، وإصدار التراخيص الخاصة بها، إلى جانب الرقابة على ممارستها.
5. دراسة وتطبيق الاتفاقيات والمعاهدات الدولية في مجال النقل البحري، بالتنسيق مع الجهات المختصة.
6. التحقيق في الحوادث البحرية، وإعداد التقارير الفنية بشأنها بالتعاون مع الجهات ذات العلاقة.
7. حماية البيئة البحرية ومنع تلوثها، من خلال تنفيذ التشريعات البيئية المحلية والدولية.
8. تدريب وتأهيل الكوادر الوطنية في مجالات الموانئ والنقل البحري، ووضع البرامج والخطط اللازمة لذلك.

## الموانئ
- ميناء طبرق
- ميناء الحريقة
- ميناء الزويتينة
- ميناء بنغازي
- ميناء درنة
- ميناء مرسى البريقة
- ميناء راس لانوف
- ميناء السدرة
- ميناء سرت
- ميناء الخمس
- ميناء مصراتة
- ميناء طرابلس
- ميناء الزاوية
- ميناء زوارة
- ميناء مليتة

## وصلات خارجية
- الموقع الرسمي لمصلحة الموانئ و النقل البحري
- نائب رئيس مصلحة الموانئ والنقل البحري يتابع أخر المستجدات لاستئناف تشغيل صالة الركاب البحرية بطرابلس.- وكالة الأنباء الليبية